# Traditionella amerikanska mått
Traditionella amerikanska mått (United States customary units) är kodifieringen av de måttenheter (exempelvis pound, gallon och inch) som traditionellt använts för vikt, volym och sträcka i Amerikas förenta stater. De flesta härstammar från de engelska enheterna från tiden innan standardiseringen inom det Brittiska imperiet 1824, men har jämkats vad gäller pund och yard genom den internationella överenskommelsen från 1959 mellan USA, Storbritannien, Kanada, Australien, Nya Zeeland och Sydafrika. Dessutom är systemet sedan Mendenhall-ordern från 5 april 1893 relaterat till det metriska. Systemet är i allmänt bruk inom USA med undantag av forskning och militären, där Internationella måttenhetssystemet (SI) istället används.